# Athboy
Athboy (forma anglicizzata) o Baile Átha Buí (in irlandese, lett. "città del forte giallo") è una cittadina nella contea di Meath, in Irlanda.